# Dujuan Richards
Dujuan Odile Richards (* 10. November 2005 in Port Royal) ist ein jamaikanischer Fußballspieler.

## Karriere

### Verein
Im November 2023 wechselte er von der Phoenix All Stars Football Academy in seiner Heimat zur U18 des englischen Klubs FC Chelsea.

### Nationalmannschaft
Sein erstes bekanntes Spiel für die A-Nationalmannschaft hatte er am 12. März 2023 bei einer 0:1-Freundschaftsspielniederlage gegen Trinidad und Tobago, wo er zur zweiten Halbzeit für Jourdaine Fletcher eingewechselt wurde. Nach weiteren Freundschaftsspieleinsätzen war er dann auch Teil des Kaders beim Gold Cup 2023 und wurde beim 4:1-Auftaktsieg über Trinidad und Tobago zum jüngsten jamaikanischen Torschützen in der Geschichte des Turniers.

## Privates
Sein Onkel Nick spielt seit 2020 für Charlotte Hornets in der NBA.